# جيلي جالاكسي
جيلي جالاكسي (بالإنجليزية: Geely Galaxy)‏ (بالصينية: 吉利银河; البينيين: Jílì yínhé)، هو خط إنتاج تابع لـ جيلي للسيارات، والتي هي في حد ذاتها شركة تابعة لـ تشجيانغ جيلي القابضة. تم الكشف عن جيلي جالاكسي في فبراير 2023، تتخصص جيلي جالاكسي في سيارات الطاقة الجديدة (المركبات الهجينة والكهربائية).

## التاريخ
في فبراير 2023، في حفل إطلاق أقيم في هانغتشو، الصين، كشفت جيلي للسيارات عن خط إنتاجها الجديد، المسمى جيلي جالاكسي، إلى جانب مجموعة من سبع مركبات سيتم طرحها بحلول عام 2025، بهدف تقديم سيارات الطاقة الجديدة الفاخرة التي سد الفجوة بين سلسلة جيومتري متوسطة السعر من جيلي وعلامتها التجارية زيكر المتميزة. تم أيضًا الكشف عن نموذج الإنتاج الأول لها، إل 7، في هذا الحدث، بالإضافة إلى سيارة السيدان جلاكسي لايت. بدأت المبيعات المسبقة للطراز الثاني من جالاكسي، إل 6، في معرض تشنغدو للسيارات في أغسطس 2023. الطراز الثالث من جالاكسي، إي 8، والذي يحمل تشابهًا كبيرًا مع مفهوم جالاكسي لايت الذي تم عرضه في حدث الإطلاق، تم إطلاقه رسميًا في يناير 2024.

## المنتجات

### النماذج الحالية
- جيلي جالاكسي إل 7 (2023 إلى الوقت الحاضر)، سيارة الدفع الرباعي المدمجة، بي إتش إي في
- جيلي جالاكسي إل 6 (2023 إلى الوقت الحاضر)، سيارة سيدان مدمجة، بي إتش إي في
- جيلي جالاكسي إي 8 (2024 إلى الوقت الحاضر)، سيارة سيدان متوسطة الحجم، بي إي في

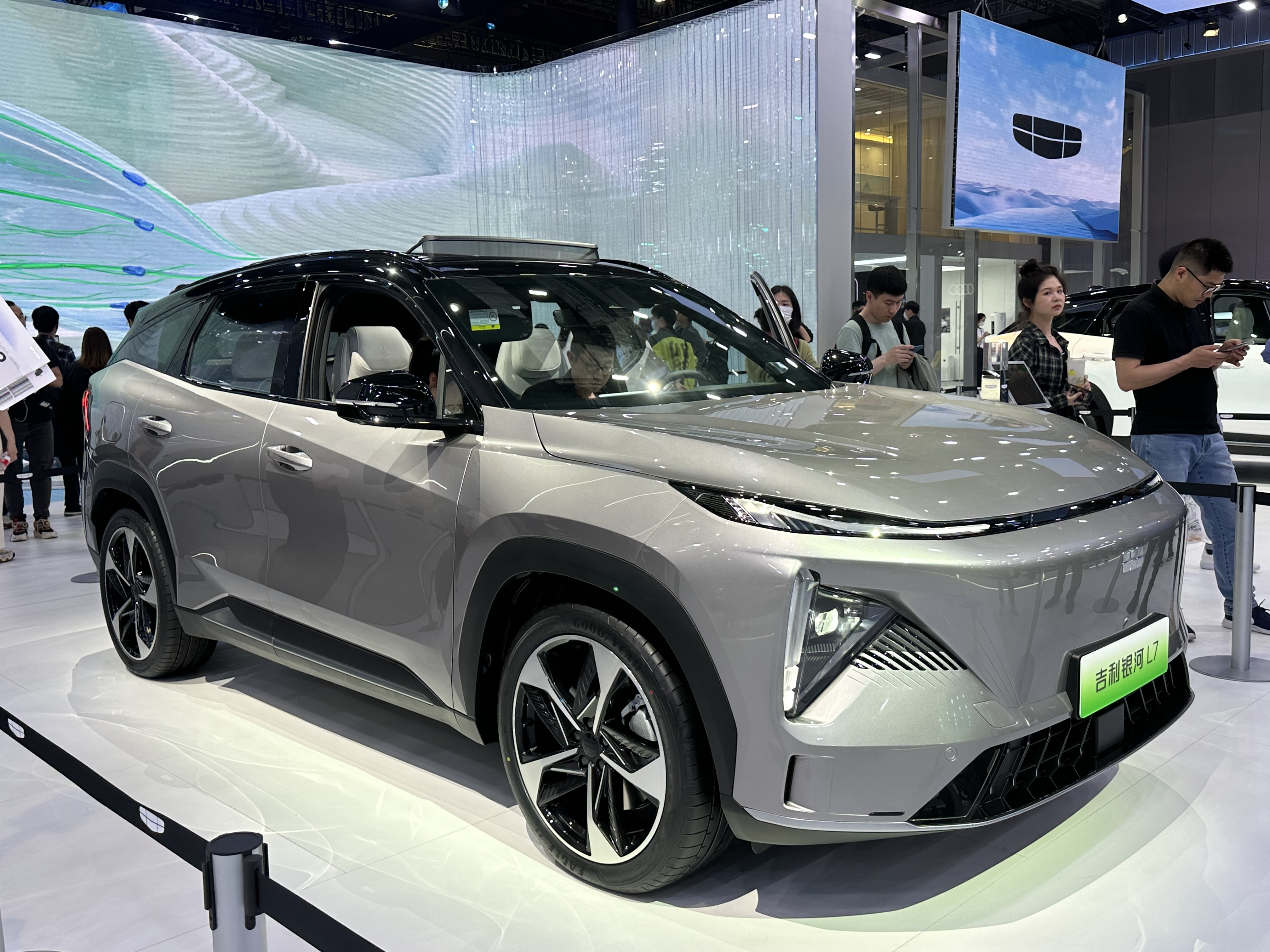
جيلي جالاكسي إل 7
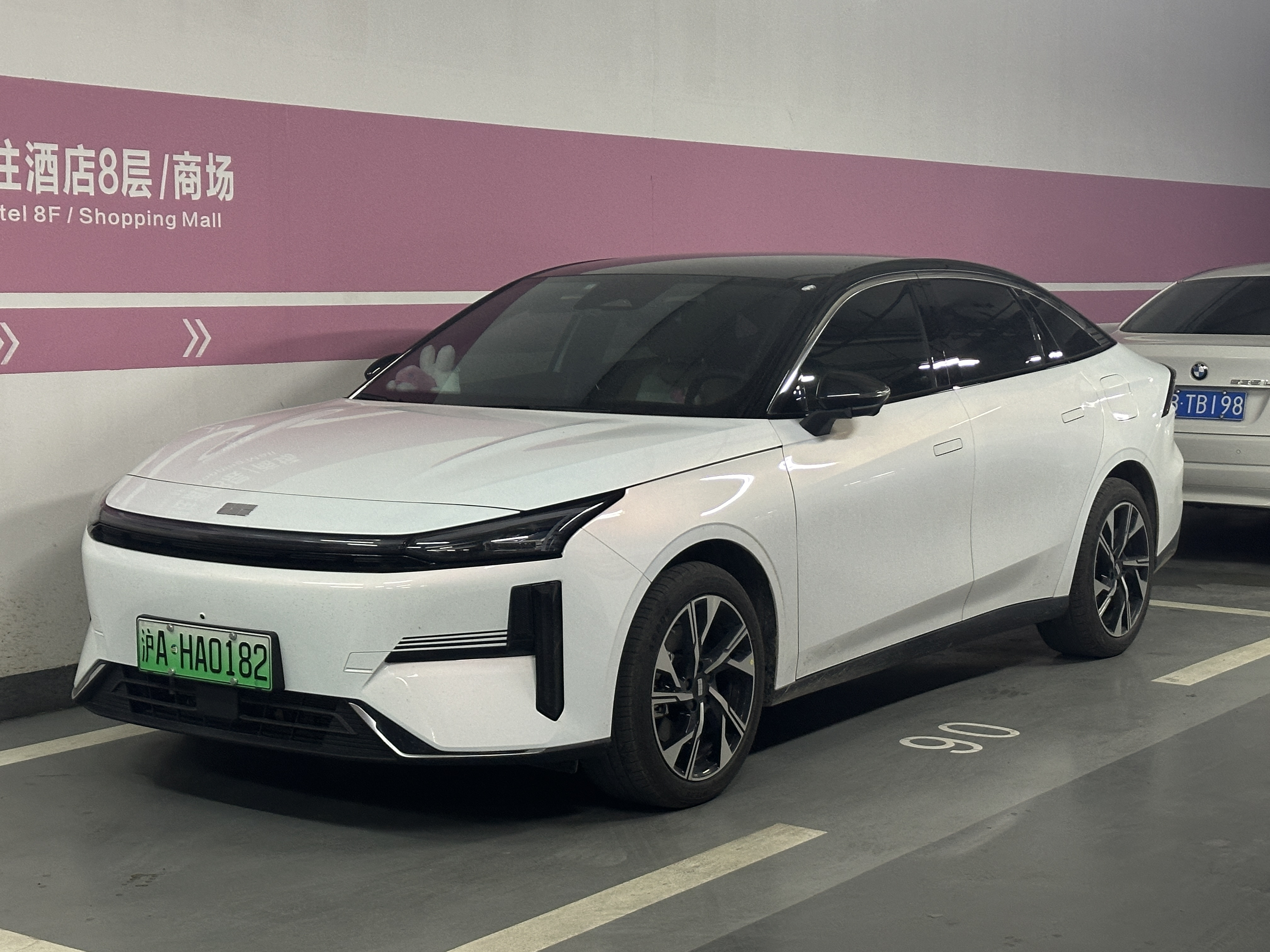
جيلي جالاكسي إل 6
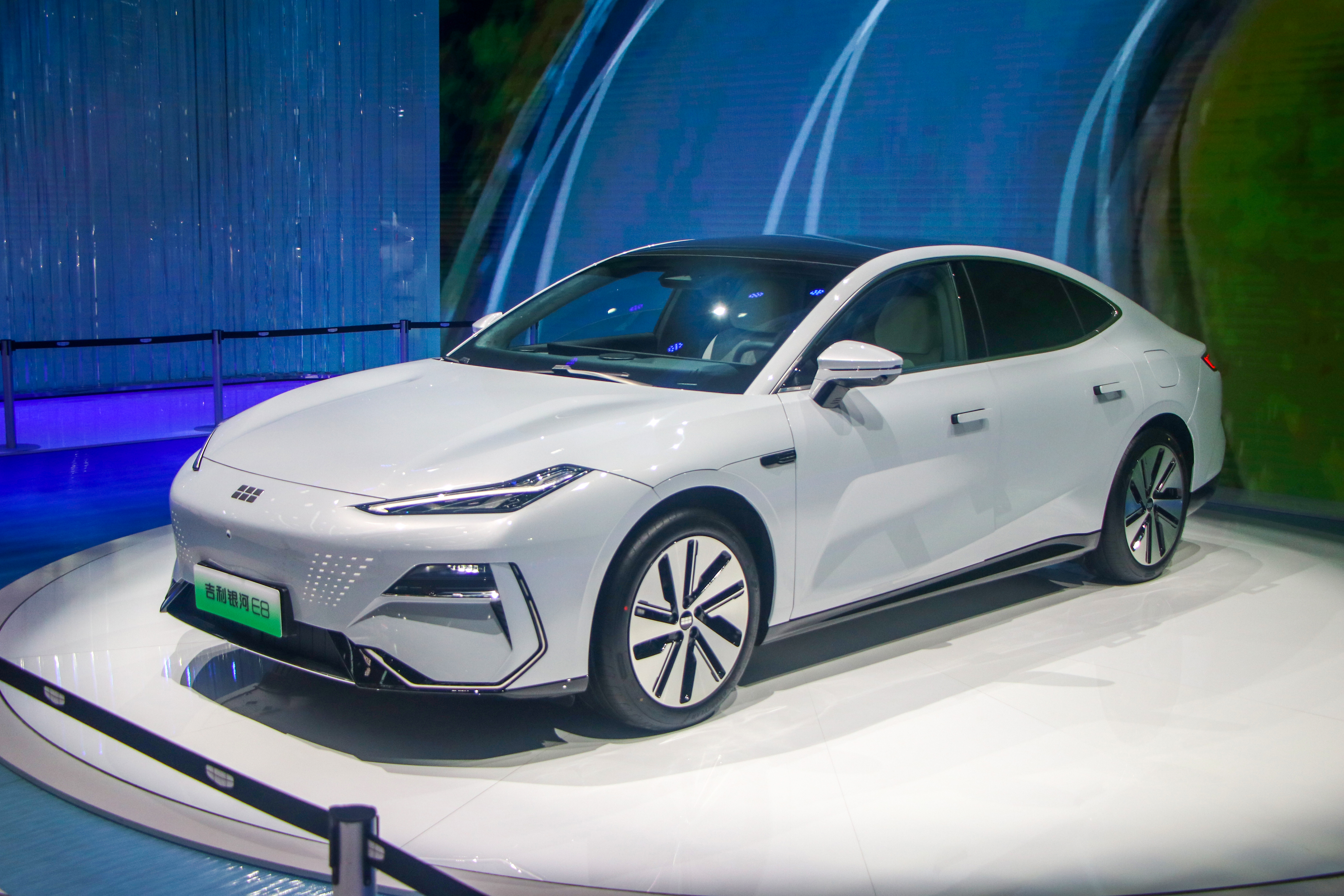
جيلي جالاكسي إي 8

### النماذج القادمة
- جيلي جالاكسي إي 5، سيارة الدفع الرباعي المدمجة، بي إي في[6]

### نماذج المفاهيم
- جيلي جالاكسي لايت، سيدان متوسطة الحجم[7]
- جيلي جالاكسي ستارشيب، سيارة الدفع الرباعي كاملة الحجم

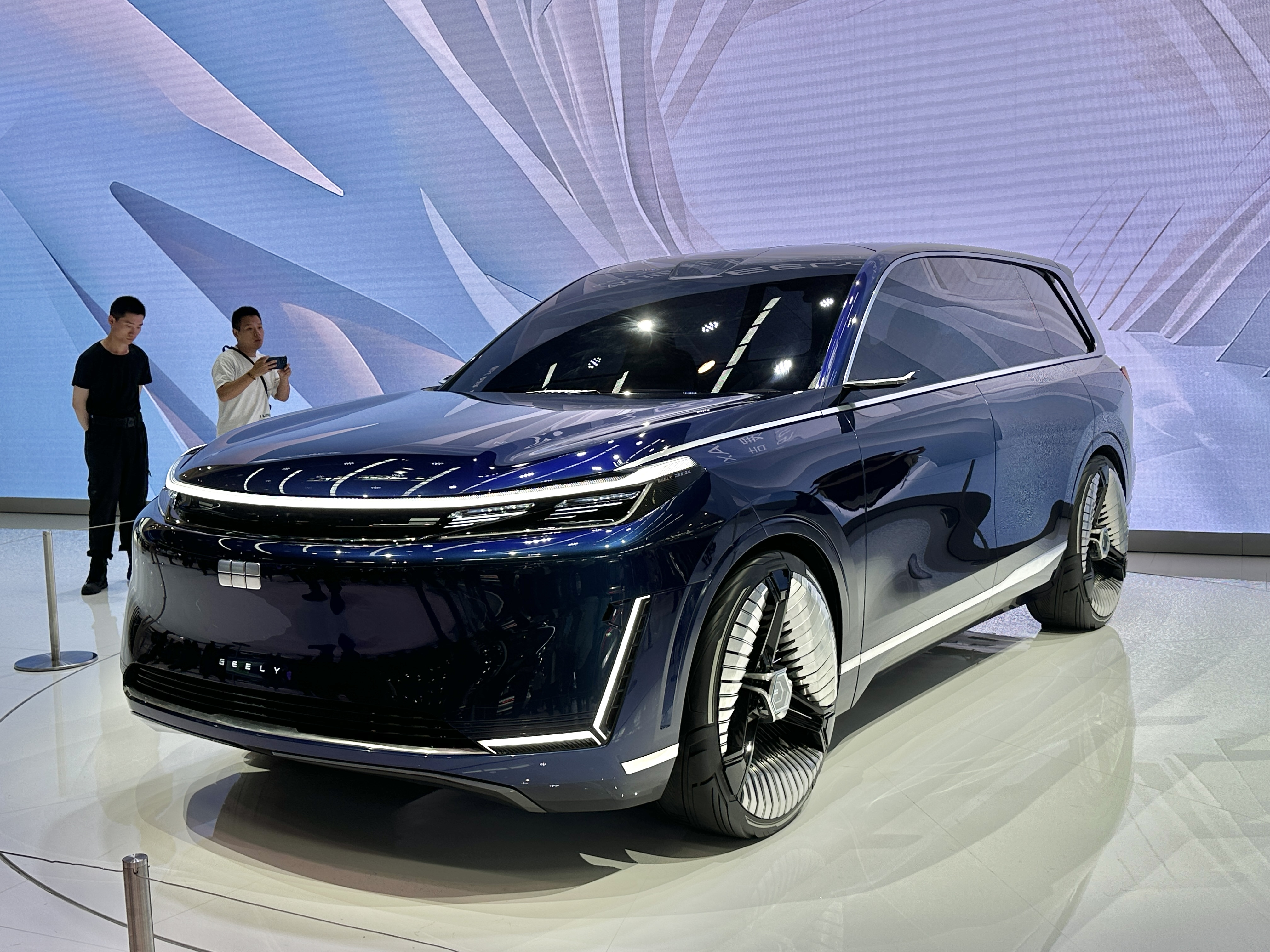
جيلي جالاكسي ستارشيب

## الجدل حول السرقة الأدبية
في 28 فبراير، اتهم محامون من شركة تصنيع سيارات صينية أخرى، شانجان للسيارات، شركة جيلي بانتهاك حقوق الطبع والنشر، وأرسلوا إلى جيلي خطاب وقف وكف وزعموا أن السيارة النموذجية جيلي جالاكسي لايت أخذت ميزات تصميم متعددة من العديد من مركبات شانجان. وقد دحضت شركة جيلي هذه المزاعم وهددت باتخاذ إجراءات قانونية ضد شانجان ردًا على ما وصفته بـ "المعلومات الخاطئة".

## انظر أيضّاً
- مجموعة تشجيانغ جيلي القابضة
- جيلي للسيارات
- جيلي جيومتري
- زيكر

## وصلات خارجية
الموقع الرسمي